# Pampilhosa
Der Ort Pampilhosa ist eine Gemeinde (Freguesia) in Portugal und gehört zum Kreis von Mealhada mit einer Fläche von 13,6 km² und einer Bevölkerung von 3858 Einwohnern (Stand 19. April 2021). Daraus ergibt sich eine Bevölkerungsdichte von 284 Einwohnern pro km². 

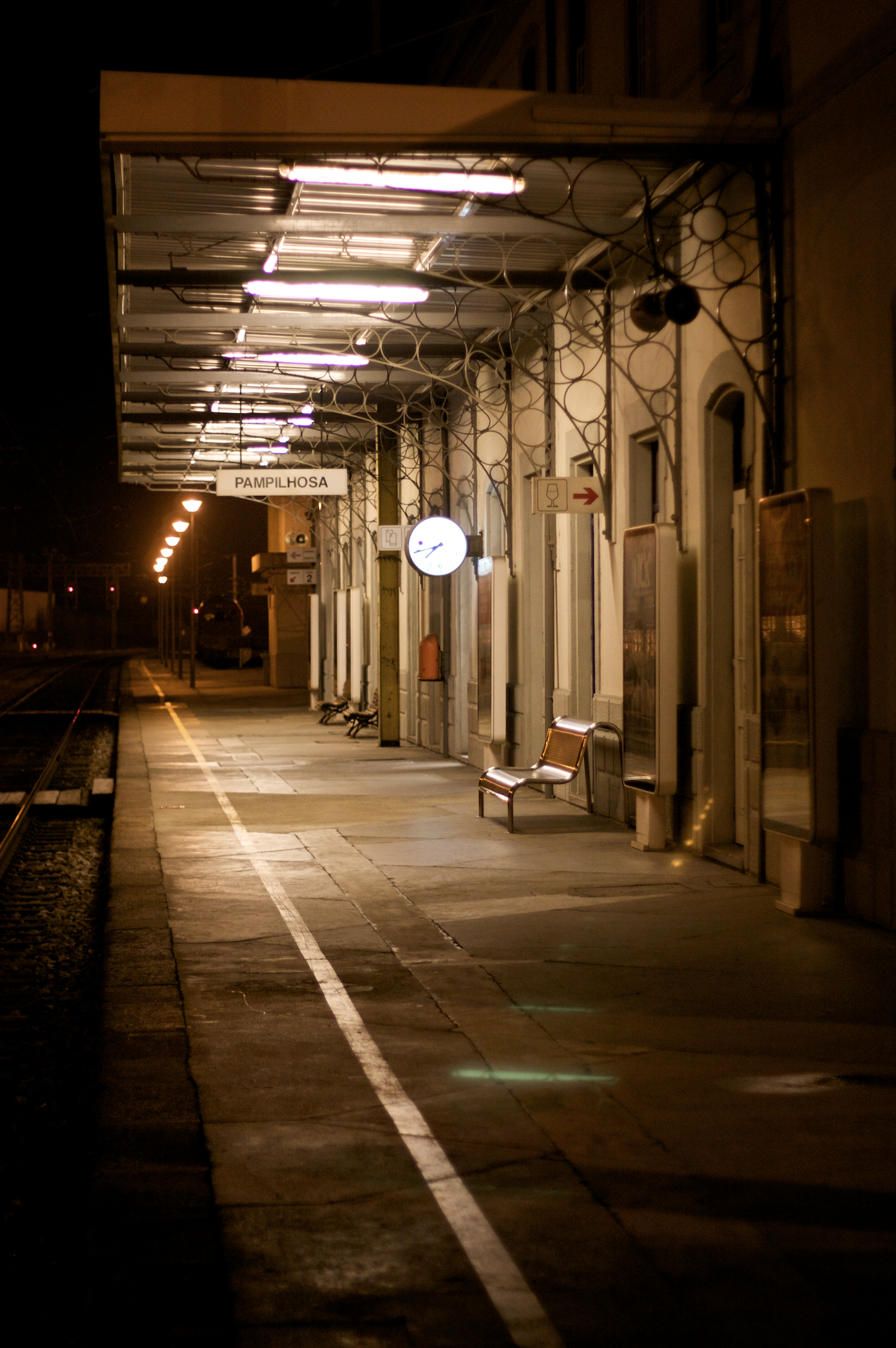
Bahnhof von Pampilhosa

Pampilhosa ist ein bedeutender Eisenbahnknotenpunkt und hat einen Bahnhof, der an der Linha do Norte und an der Linha da Beira Alta liegt. Ebenfalls hier startet der Eisenbahnanschluss nach Figueira da Foz über den Ort Cantanhede (Ramal da Figueira da Foz). Die Keramikindustrie ist der wichtigste Industriezweig, der sich zu Beginn des 20. Jahrhunderts hier angesiedelt hat. Von vielen Tonfabriken sind heute allerdings nur noch Ruinen zu sehen und heute gibt es in einem Industriepark viele neue Industrien und Handelshäuser, die die günstige Lage von Pampilhosa als Ausgangspunkt für ihre Geschäfte nehmen.  
Der FC Pampilhosa ist der Fußballverein der Gemeinde.